# Hirtaeschopalaea fasciculata
Hirtaeschopalaea fasciculata là một loài bọ cánh cứng trong họ Cerambycidae.